# Zaudita I.
Zaudita I.  (Geez: ዘውዲቱ) krštena kao Askala Marjam (Ejersa Goro, Harar, 29. travnja 1876. – Adis Abeba 2. travnja 1930.), bila je carica (nigaste negasti) Etiopije (1916. do 1930.).
Ostala je upamćena kao velika protivnica reformi koje je inicirao Tafari Makonen (kasniji car Haile Selasije), i kao izuzetno pobožna osoba.

## Životopis

### Mladost
Zaudita je bila najstarija kći kralja Šoe Menelika, kasnijeg etiopskog cara Menelika II. Njezina majka, princeza (vejziro) Abeše, umrla je vrlo mlada, tako da je rasla uz maćehe Baffanu i Tajtu Betul, s potonjom je bila i ostala u odličnim odnosima.
Malu tada desetgodišnju Zauditu, udali su 1886., iz političkih razloga za rasa Araja Selasija Ivana, sina i nasljednika cara Ivana IV. Nisu imali djece, i kad je Araja Selasije umro 1888., Zauditu se vratila na očev dvor u Šou.
Nakon toga imala je još dva kratkotrajna braka, a nakon toga vjenčala se je s rasom Gugsom Veleom, nećakom njezine maćehe carice Tajtu. Taj brak učvrsio je njene i dotad dobre odnose s Tajtu (i bio njen posljednji brak).

### Uspon na carski tron
Kad je 1913. godine, car Menelik II. poginuo u borbi sa sudanskim dervišima, naslijedio ga je najmlađi unuk Lij Jasu, sin Zauditine sestrične Šoe Rege.
Zbog straha od političke nestabilnosti, ministarsko vijeće, odlučilo je da ne objavi vijest o smrti cara Menelika II. Posljedica te odluke, bila je da Jasu, nikad nije službeno proglašen etiopskim carem, a zbog mladosti nije ni okrunjen. 
Za svoje kratkotrajne vladavine, uspio je svojim hirovitim odlukama vrlo brzo steći brojne neprijatelje, od ministrara u vladi, do dvorske aristokracije i moćne Etiopske pravoslavne tevahedo Crkve. Tako da je nakon svega tri godina provedene na carskom tronu Jasu V., uklonjen s vlasti. Zaudita je pozvana u Adis Abebu, 27. rujna 1916., Vijeće ministara i Etiopska tevahedo Crkva pvi put su službeno objavili smrt cara Menelika II., te svrgnuće Jasua V. i ustoličenje carice Zauditu I.
Isprva, Zaudita nije vladala sama, već sa svojim bratićem rasom Tafarijem Makonenom koji je imenovan njezinim regentom, i starim vrhovnim zapovjednikom vojske Hapteom Giorgisom Dinagdeom. 

### Vlast
Iako je konzervativna etiopska dvorska aristokracija načelno podržavala Zauditu, ipak joj je zamjerala mnoge poteze, poput empatije za svrgnutog i izopćenog Jasua V. Isto tako dvoru se nije dopadala stara carica Tajtu Betul (njena maćeha) kao ni njen muž ras Gugsa Vele (nećak carice Tajtu), pa su poduzeli sve da ih uklone s dvora. Muža su joj proglasili upraviteljem udaljene pokrajine, i tako ga makli s dvora. Odvajanje od muža i permanentni osjećaj krivnje zbog zlosretne sudbine Jasua V. sve su više odvlačili caricu Zauditu od vladarskih poslova, u molitvu i kontemplaciju.
Za to vrijeme rastao je utjecaj i moć njenog bratića Tafari Makonena.
Kako je vrijeme prolazilo, rasle su razlike između nje i njezina budućeg nasljednika Tafari Makonena. Mekonen je želio modernizirati Etiopiju i otvoriti je prema svijetu. U tom je imao podršku znatnog dijela mlađeg plemstva. Zauditu je pak ustrajala na očuvanju etiopskih tradicija u čemu je imala podršku Etiopske tevahedo Crkve. Vremenom se Zauditu gotovo sasvim povukla iz aktivnog političkog života
i posvetila se gotovo u cijelosti vjerskim aktivnostima, poput izgradnje crkava. Za to vrijeme je Tafari Makonen ukinuo ropstvo i uveo Etiopiju u Ligu naroda.
Sve je to dovelo do bezupješnog pokušaja rušenja reformatorskog programa Tafari Makonena 1928. godine. Nakon neuspjelog udara, carica je bila prisiljena imenovati Tafari Makonena kraljem (negasom), koji je formalno i nadalje bio podređen njoj, ali je preko utjecaja koji je imao na ministarsko vijeće, zapravo stvarni vladar bio on, a ona marioneta. Nakon toga i njen muž ras Gugsa Vele pokušao je pomoći Zauditi da sruši Tafari Makonena, podigavši pobunu u Begemderu, ali je poginuo u Bitci kod Ankema, 31. ožujka 1930. s tada moderniziranom etiopskom vojskom

### Smrt
Dva dana nakon pogibije svog muža rasa Vele Gugsa, 2. travnja 1930., umrla je i carica Zaudita. Danas se zna da je bolovala od kroničnog dijabetesa, te da je obolila od tifusa, ali se ipak ne zna točno što je uzrokovalo njenu smrt. Prema nekim pričama, umrla je od šoka i tuge na vijest o suprugovoj smrti, ali neki pak tvrde da ta vijest uopće nije dospjela do nje -u trenutku njene smrti. Postoje i priče da su joj tifus htjeli izliječiti uranjanjem u svetu hladnu vodu, te da je zbog tog umrla, kao i glasine da je bila otrovana. U svakom slučaju naklapanja o caričinoj smrti traju do danas

## Vanjske poveznice
- Empress Zewditu (1916 - 1930), Ethiopian Treasures  Arhivirana inačica izvorne stranice od 25. travnja 2017. (Wayback Machine) (engl.)
- Empress Zewditu, Queen of Kings (engl.)

| Prethodnik: | Etiopska carica (1916. – 1930.) | Nasljednik:    |
| Jasu V.     | Etiopska carica (1916. – 1930.) | Haile Selasije |